# 7602 Yidaeam
7602 Yidaeam è un asteroide della fascia principale. Scoperto nel 1994, presenta un'orbita caratterizzata da un semiasse maggiore pari a 3,0393184 UA e da un'eccentricità di 0,0660500, inclinata di 9,79601° rispetto all'eclittica.